# Durrijja Szaraf ad-Din
Durrijja Szaraf ad-Din (arab. ‏درية شرف الدين‎; ur. 1949) – egipska prezenterka radiowa i telewizyjna, minister informacji Egiptu od 2013.

## Życiorys
Prezenterka telewizyjna i radiowa, następnie pracownik ministerstwa informacji oraz ministerstwa kultury. Po zamachu stanu w lipcu 2013 weszła do rządu Hazima al-Biblawiego jako pierwsza w historii Egiptu kobieta pracująca w państwowych mediach nominowana na stanowisko ministra informacji.
W czasie kryzysu politycznego w Egipcie w lipcu 2013 w imieniu rządu zapowiedziała zwalczanie protestów organizowanych przez Braci Muzułmańskich jako przejawów „terroryzmu” dokonywanych bez poparcia obywateli.